# 燕南駅
燕南駅（えんなん-えき）は中華人民共和国深圳市福田区に位置する2号線（蛇口線）の駅。

## 駅構造
- 島式ホーム1面2線を有する地下駅。ホームドア設置。

| 2号線ホーム (B2F) | ←■2号線（蛇口線） 赤湾方面 |
| 2号線ホーム (B2F) | 島式ホーム                 |
| 2号線ホーム (B2F) | ■2号線（蛇口線） 新秀方面→ |

## 駅周辺
駅周辺は以前の深圳における中心的な繁華街地区であった。現在も燕南路沿いには多くの飲食店が立ち並んでいる。燕南路を南下すると深南大道に出ることができ、1号線(羅宝線)科学館駅に乗り換えることができる
- ウォールマート燕南店

## 歴史
- 2011年6月28日 - 開業。

## 隣の駅
■2号線（蛇口線）
華強北駅 - 燕南駅 - 大劇院駅